# Gonatoraphis lysistrata
Espèce
Gonatoraphis lysistrata est une espèce d'araignées aranéomorphes de la famille des Linyphiidae.

## Distribution
Cette espèce est endémique du département de Boyacá en Colombie,. Elle se rencontre entre 2 850 et 3 650 m d'altitude vers le lac Iguaque.

## Description
Le mâle holotype mesure 1,58 mm et la femelle paratype 1,70 mm.

## Publication originale
- Miller, 2007 : Review of erigonine spider genera in the Neotropics (Araneae: Linyphiidae, Erigoninae). Zoological Journal of the Linnean Society, vol. 149, Suppl. 1, p. 1-263.